# Klub Foot
El Klub Foot era una discoteca muy influyente en la escena Psychobilly de principios y mediados de los años 1980. Alojado en el pub Clarendon en Hammersmith, hasta que el pub fue demolido como parte del nuevo Proyecto de Desarrollo, regularmente mostró a las estrellas ascendentes de la escena, como The Meteors, Demented Are Go, Guana Batz, Batmobile, Long Tall Texans, Caravanas, Klingonz, Coffin Nails, Skitzo y muchos otros. Además de acoger los conciertos, publicó una serie de grabaciones en vivo, titulado At The Stomping Klubfoot. Intentos recientes se han realizado para reactivar el club en varios lugares.
- Datos: Q6421444